# 橋川史宏
橋川 史宏（はしかわ ふみひろ、1957年 - ）は、日本の実業家、地域振興プロデューサー、まちづくり専門家。株式会社伊勢福代表取締役社長。三重県紀南振興プロデューサー、紀南ツアーデザインセンター長等を歴任。

## 人物・経歴
三重県伊勢市出身。1980年に一橋大学経済学部を卒業し、松下政経塾に第一期生として入塾。1985年から株式会社赤福で、伊勢神宮皇大神宮鳥居前町のおはらい町再生プロジェクトの一環として、中核施設となるおかげ横丁の立上げ・運営にあたった。1999年から松下政経塾研修部主担当・研究部主担当。
2002年三重県紀南振興プロデューサー。2004年には熊野地域の特色を活かしたツアーの企画を行う紀南ツアーデザインセンターを設立し、同センター長を兼任。2005年には、同センターのモデルツアー実施活動や地域資源の見直し等が評価され、環境省、特定非営利活動法人日本エコツーリズム協会共催の、第1回エコツーリズム大賞特別賞を受賞。
2007年有限会社伊勢福代表取締役社長に就任し、同年より地域振興プロデューサーとしての活動を開始。伊勢のまちづくりなどにあたる。2016年株式会社伊勢福代表取締役社長。